# العلاقات الليسوتوية الميكرونيسية
العلاقات الليسوتوية الميكرونيسية هي العلاقات الثنائية التي تجمع بين ليسوتو وولايات ميكرونيسيا المتحدة.

## مقارنة بين البلدين
هذه مقارنة عامة ومرجعية للدولتين:
| وجه المقارنة                                              | ليسوتو                      | ولايات ميكرونيسيا المتحدة |
| --------------------------------------------------------- | --------------------------- | ------------------------- |
| المساحة (كم2)                                             | 32.96 ألف                   | 702                       |
| عدد السكان (نسمة)                                         | 2.23 مليون                  | 105.54 ألف                |
| الكثافة السكانية (ن./كم²)                                 | 67.66                       | 15.03 ألف                 |
| العاصمة                                                   | ماسيرو                      | باليكير                   |
| اللغة الرسمية                                             | لغة إنجليزية، اللغة السوتية | لغة إنجليزية              |
| العملة                                                    | لوتي ليسوتو                 | دولار أمريكي              |
| الناتج المحلي الإجمالي (بليون دولار)                      | 2.64 مليار                  | 336.43 مليون              |
| الناتج المحلي الإجمالي (تعادل القوة الشرائية) بليون دولار | 6.30 مليار                  | 365.27 مليون              |
| الناتج المحلي الإجمالي الاسمي للفرد دولار أمريكي          | 1.07 ألف                    | 3.02 ألف                  |
| الناتج المحلي الإجمالي للفرد دولار أمريكي                 | 2.64 ألف                    |                           |
| مؤشر التنمية البشرية                                      | 0.497                       | 0.640                     |
| رمز المكالمات الدولي                                      | +266                        | +691                      |
| رمز الإنترنت                                              | .ls                         | .fm                       |
| المنطقة الزمنية                                           | ت ع م+02:00                 |                           |

## منظمات دولية مشتركة
يشترك البلدان في عضوية مجموعة من المنظمات الدولية، منها:
| علم المنظمة | اسم المنظمة                                 | تاريخ انضمام ليسوتو | تاريخ انضمام ولايات ميكرونيسيا المتحدة |
| ----------- | ------------------------------------------- | ------------------- | -------------------------------------- |
|             | منظمة حظر الأسلحة الكيميائية                | ?                   | ?                                      |
|             | البنك الدولي للإنشاء والتعمير               | 25 يوليو 1968       | 24 يونيو 1993                          |
|             | المركز الدولي لتسوية المنازعات الاستشارية   | 7 أغسطس 1969        | 24 يوليو 1993                          |
|             | الأمم المتحدة                               | 17 أكتوبر 1966      | 17 سبتمبر 1991                         |
|             | مجموعة دول أفريقيا والكاريبي والمحيط الهادئ | ?                   | ?                                      |
|             | يونسكو                                      | 29 سبتمبر 1967      | 19 أكتوبر 1999                         |
|             | وكالة ضمان الاستثمار متعدد الأطراف          | 12 أبريل 1988       | 11 أغسطس 1993                          |
|             | مؤسسة التنمية الدولية                       | 19 سبتمبر 1968      | 24 يونيو 1993                          |
|             | مؤسسة التمويل الدولية                       | 29 سبتمبر 1972      | 24 يونيو 1993                          |
|             | الاتحاد الدولي للاتصالات                    | 26 مايو 1967        | 18 مارس 1993                           |

## وصلات خارجية
- موقع وزارة الخارجية الليسوتوية